# David Hahn
David Charles Hahn (Clinton Township, 30 ottobre 1978 – Shelby Charter Township, 27 settembre 2016) è stato un inventore statunitense, conosciuto anche come il "boy scout radioattivo" o il "boy scout nucleare". Divenne noto per aver tentato nel 1994, all'età di 16 anni, la costruzione di un modello di reattore nucleare autofertilizzante in un capanno nel cortile della sua abitazione.

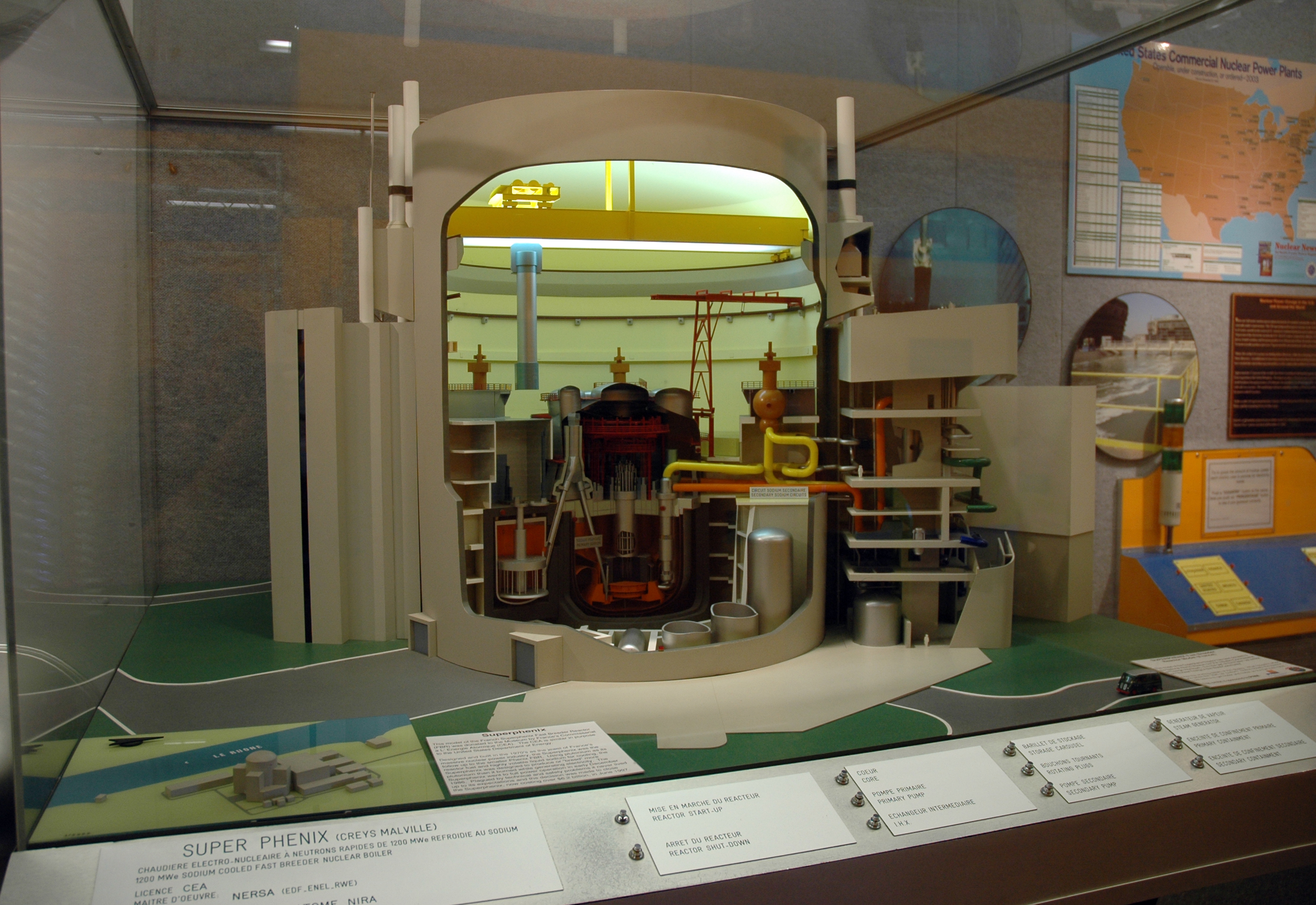
Modello della centrale nucleare Superphenix, che impiegava un reattore nucleare autofertilizzante. David Hahn ha tentato di costruire un modello di reattore autofertilizzante in un capanno nel cortile della casa materna.

Membro dei Boy Scouts of America, David Hahn condusse i suoi esperimenti nella casa materna a Commerce (Michigan). Il reattore non raggiunse mai la massa critica e l'esperimento fu fermato dalla polizia che durante un'ispezione trovò nella sua automobile del materiale sospetto, che si confermò essere radioattivo. Dieci mesi dopo, l'abitazione materna venne decontaminata dall'Environmental Protection Agency nell'ambito nel programma Superfund, che si occupa di bonificare le aree contaminate.
L'incidente attrasse l'attenzione dei media a seguito della pubblicazione, nel 1998, di un articolo di Ken Silverstein su Harper's Magazine. La vicenda venne poi narrata nel libro The Radioactive Boy Scout, pubblicato da Silverstein nel 2004.

## Biografia

### Costruzione del reattore
David Hahn era molto affascinato dalla chimica e già da alcuni anni stava compiendo esperimenti utilizzando il libro The Golden Book of Chemistry. Quasi tutti gli esperimenti precedenti al reattore fallirono, causando perlopiù piccole esplosioni o altri incidenti. Nel mentre si dedicò a raccogliere campioni di tutti gli elementi nella tavola periodica, inclusi quelli radioattivi. Ricevette un merit badge degli scout in energia atomica e rimase affascinato dall'idea di creare un reattore nucleare autofertilizzante a casa. Iniziò, quindi, ad ammassare materiale radioattivo ricavato da oggetti domestici, come americio dai rilevatori di fumo delle lampade da campeggio, radio dagli orologi, trizio (un moderatore) dai visori per armi da fuoco e impiegò del litio, recuperato da accumulatori elettrici per un valore di mille dollari, per purificare il torio con l'ausilio di un becco Bunsen. Hahn intrattenne una corrispondenza con diversi professionisti del settore fingendosi uno scienziato o un professore di scuola superiore, ottenendo la fiducia di alcuni di essi, nonostante gli errori, anche ortografici, nella sua scrittura.
Il suo reattore, composto da un blocco di piombo scavato, non si avvicinò mai alla massa critica ma raggiunse, comunque, un livello di emissione di radiazioni pericoloso, verosimilmente oltre mille volte la radioattività ambientale. Preoccupato, David iniziò a smantellare il suo esperimento ma la polizia, casualmente, venne a conoscenza della sua attività e avviò una procedura di Federal Radiological Emergency Response, coinvolgendo l'FBI e la Nuclear Regulatory Commission. Il 26 giugno 1995 la United States Environmental Protection Agency, dopo aver designato la casa della madre di David Hahn come un sito Superfund, smantellò il capanno e rimosse tutto il suo contenuto, smaltendolo come rifiuti radioattivi a basso livello nello Utah. Ad insaputa degli agenti, la madre, preoccupata di perdere la proprietà se l'effettiva quantità di materiale radioattivo fosse stata scoperta, si era già disfatta di buona parte del materiale gettandolo tra i comuni rifiuti. Gli esperti dell'EPA ritennero che l'aspettativa di vita di David fosse stata fortemente ridotta dalla sua esposizione alla radioattività, per via del prolungato periodo trascorso in un piccolo ambiente chiuso a contatto con una grande quantità di materiale radioattivo e con misure di sicurezza minime. Ciò nonostante, egli rifiutò la loro raccomandazione di sottoporsi a controlli medici per l'esposizione a radiazioni ionizzanti elevate.

### Carriera successiva
David Hahn venne colpito da depressione a seguito dello scandalo, esacerbata dalla rottura con la sua fidanzata e il suicidio della madre nel 1996. Diplomatosi dalla scuola superiore, era indeciso su che strada percorrere e venne quindi incoraggiato dal padre e dalla matrigna ad iscriversi al Macomb Community College a un corso di metallurgia, del quale tuttavia frequentemente saltava le lezioni. Venne allora convinto ad intraprendere una carriera militare arruolandosi nella marina venendo assegnato alla portaerei nucleare USS Enterprise (CVN-65) come marinaio semplice. Dopo quattro anni di servizio, divenne sottufficiale di terza classe e specialista di comunicazioni interne.
Dopo il periodo a bordo dell'Enterprise, Hahn si arruolò nei Marines, venendo assegnato in Giappone. Dopo alcuni anni di servizio, venne congedato con onore per motivi medici, e quindi egli ritornò in Michigan. Gli furono in seguito diagnosticate schizofrenia paranoide e disturbo bipolare, e assunse farmaci per contrastare entrambe le patologie.

### Dopo il congedo
Il primo agosto 2007, Hahn fu arrestato a Clinton Township per furto, avendo rimosso diversi rilevatori di fumo installati negli ambienti comuni dell'edificio dove si trovava il suo appartamento allo scopo di ottenere l'americio in essi contenuto. Nella foto segnaletica sono visibili piaghe sul suo volto, che gli inquirenti ritennero dovute all'esposizione a materiale radioattivo. Durante l'udienza, Hahn si dichiarò colpevole. L'accusa richiese una breve condanna più il ricovero, e sotto i termini dell'accordo le accuse originali vennero fatte cadere durante la sentenza, programmata per il 4 ottobre. Alla fine fu condannato a 90 giorni di detenzione per tentato furto, e i registri del tribunale riportano che la sentenza è stata ritardata di sei mesi per consentirgli di essere curato nell'unità di psichiatria della prigione della contea di Macomb.
Hahn morì il 27 settembre 2016, all'età di 37 anni a Shelby Charter Township, dove si trovava la sua abitazione. La sua morte è stata giudicata un risultato accidentale di intossicazione dagli effetti combinati di alcol, difenidramina e fentanil.

## Nella cultura di massa
L'incidente ricevette scarsa attenzione mediatica all'epoca, ma divenne popolare quando Ken Silverstein pubblicò un articolo al riguardo su Harper's Magazine nel 1998, trasformato poi nel 2004 in un libro, The Radioactive Boy Scout, che venne poi considerato per una trasposizione cinematografica nel 2016.
Nell'episodio Page Turner della quinta stagione di CSI: NY, il personaggio Lawrence Wagner è ispirato a David Hahn.
Channel 4 ha trasmesso nel 2003 un documentario televisivo intitolato The Nuclear Boyscout, nel quale Hahn ha ricostruito alcuni dei suoi metodi davanti alle telecamere.
Hahn è servito come fonte di ispirazione per l'antagonista Derek Frost dal film Source Code (2011), che mira a distruggere Chicago con un ordigno nucleare di sua creazione.
Gli esperimenti di Hahn hanno ispirato altri tentativi analoghi, tra i quali quelli di Taylor Wilson, che a 14 anni è diventato il più giovane ad aver messo in atto un processo di fusione nucleare.